# Knut Ernst Kindt
Knut Ernst Kindt, född 14 juli 1886 i Nääs, Nurmijärvi i Nyland, död 17 mars 1967 i Helsingfors i Nyland, var en finländsk politiker. Han var regeringsråd 1928–1953. Före sin politiska karriär var han lantmätare.
Han var far till Harri Kindt (1923-1983), vicehäradshövding och bankdirektör.